# Roro Sambo
Roro Sambo est un homme politique vanuatais.

## Biographie
Locuteur natif de la langue mele-fila du village de Mele sur l'île d'Éfaté et joueur amateur de basketball et de handball, il travaille dans la vente de boissons avant d'entrer en politique. Candidat malheureux sans étiquette aux élections législatives de 2002, il s'engage au parti de la Confédération verte et est élu député d'Éfaté au Parlement de Vanuatu aux élections de 2004,. Dans le même temps, en 2005, il est élu président de la Fédération de basketball de Vanuatu.
Fin juillet 2007, le Premier ministre Ham Lini remanie en profondeur son gouvernement de coalition ; il en exclut les ministres issus de l'Union des partis modérés et du Parti progressiste populaire pour y faire entrer des députés du Vanua'aku Pati. Début août, il consolide sa nouvelle majorité en faisant également entrer au gouvernement Roro Sambo, à qui il confie le ministère de la Jeunesse et des Sports. C'est avec l'étiquette du Parti national unifié, le parti de Ham Lini, que Roro Sambo conserve son siège de député aux élections de 2008. Il démissionne pour des raisons inconnues avant la fin de son mandat et se présente à nouveau sans étiquette et sans succès aux élections de 2012.
Il se consacre alors à l'agriculture à proximité de son village de Mele, cultivant des bananes, des ignames, du manioc, des choux et des patates douces, tout en aidant les jeunes du village à bénéficier du programme de visa de travail agricole saisonnier qu'offre l'Australie. En 2019 il revient en politique en devenant le vice-président fondateur du « Parti de la nouvelle nation », qui se veut le parti représentant le village de Mele. Seul candidat du parti aux élections législatives de 2020, il échoue à obtenir un siège. 